# Milad Intezar
Milad Intezar (Kabul, 4 november 1992) is een Nederlands-Afghaans voetballer die als middenvelder voor speelt.

## Carrière
Milad Intezar werd geboren in Kabul, en vluchtte op zijn vierde met zijn familie naar Nederland. Hier speelde hij in de jeugd van RVW en N.E.C./FC Oss. In het seizoen 2011/12 speelde hij voor FC Oss. Hij maakte zijn debuut voor FC Oss op 20 september 2011, in de met 1-5 gewonnen uitwedstrijd in de KNVB beker tegen EVV. Na één seizoen vertrok hij naar amateurclub DIO '30, waarna hij bij FC Lienden ging spelen. Medio 2020 gaat Intezar naar SteDoCo.
In 2016 werd hij voor het eerst geselecteerd voor het Afghaans voetbalelftal.

### Statistieken
| Seizoen                  | Club           | Land           | Competitie       | Competitie | Competitie | Beker | Beker | Totaal | Totaal |
| Seizoen                  | Club           | Land           | Competitie       | Wed.       | Dlp.       | Wed.  | Dlp.  | Wed.   | Dlp.   |
| ------------------------ | -------------- | -------------- | ---------------- | ---------- | ---------- | ----- | ----- | ------ | ------ |
| 2011/12                  | FC Oss         | Nederland      | Eerste divisie   | 15         | 0          | 2     | 0     | 17     | 0      |
| 2013/14                  | FC Lienden     | Nederland      | Topklasse Zondag | 26         | 2          | 1     | 0     | 27     | 2      |
| 2014/15                  | FC Lienden     | Nederland      | Topklasse Zondag | 30         | 0          | 1     | 0     | 31     | 0      |
| 2015/16                  | FC Lienden     | Nederland      | Topklasse Zondag | 29         | 0          | 2     | 0     | 31     | 0      |
| 2016/17                  | FC Lienden     | Nederland      | Tweede divisie   | 20         | 0          | 1     | 0     | 21     | 0      |
| Carrièretotaal           | Carrièretotaal | Carrièretotaal | Carrièretotaal   | 120        | 2          | 7     | 0     | 127    | 2      |
| Bijgewerkt op 2 mei 2017 |                |                |                  |            |            |       |       |        |        |

### Interlands
| Interlands van Milad Intezar voor Afghanistan | Interlands van Milad Intezar voor Afghanistan | Interlands van Milad Intezar voor Afghanistan | Interlands van Milad Intezar voor Afghanistan | Interlands van Milad Intezar voor Afghanistan | Interlands van Milad Intezar voor Afghanistan |
| №                                             | Datum                                         | Wedstrijd                                     | Uitslag                                       | Soort wedstrijd                               | Doelpunten                                    |
| Als speler bij FC Lienden                     | Als speler bij FC Lienden                     | Als speler bij FC Lienden                     | Als speler bij FC Lienden                     | Als speler bij FC Lienden                     | Als speler bij FC Lienden                     |
| --------------------------------------------- | --------------------------------------------- | --------------------------------------------- | --------------------------------------------- | --------------------------------------------- | --------------------------------------------- |
| 1.                                            | 5 september 2016                              | Libanon - Afghanistan                         | 2 – 0                                         | Vriendschappelijk                             | 0                                             |
| 2.                                            | 23 maart 2017                                 | Afghanistan − Singapore                       | 2 − 1                                         | Vriendschappelijk                             | 0                                             |
| 3.                                            | 28 maart 2017                                 | Afghanistan − Vietnam                         | 1 − 1                                         | Kwalificatie Azië Cup 2019                    | 0                                             |